# Атран (авиакомпания)

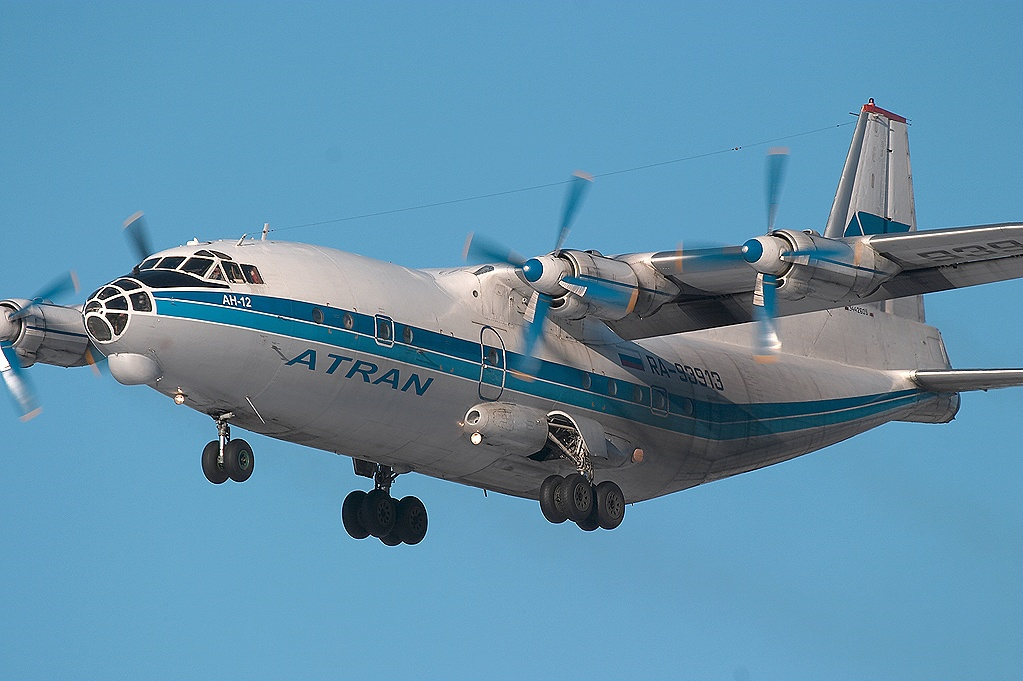
Ан-12Б, Москва, 2004 год

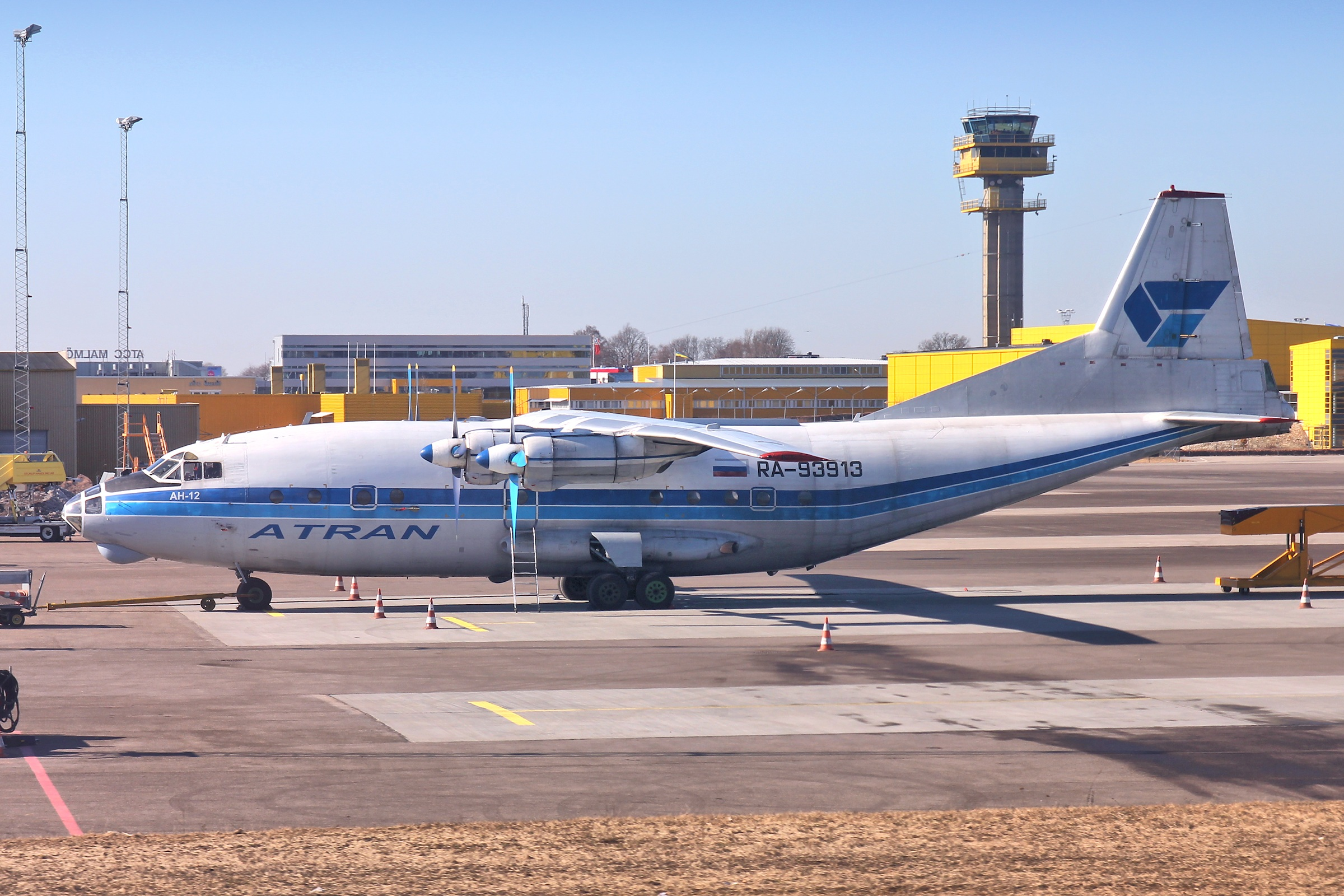
Ан-12Б в аэропорту Мальмё-Стуруп

АТРАН — российская грузовая авиакомпания. 

## Описание
Основана в 1942 году под названием «Московское авиационное предприятие», занималась транспортировкой деталей для авиапроизводителей. С 1969 года узловым аэропортом компании является Домодедово. В середине 80-х годов компания сменила название на Ассоциацию «Транспортная авиация». Авиапарк насчитывал 29 транспортных самолётов, доставлявших грузы по всей территории СССР.
В июне 1990 года правительство СССР распорядилось выделить «Транспортную авиацию» из структуры «Аэрофлота». Таким образом она стала первой в СССР самостоятельной авиакомпанией с собственным брэндом «Авиатранс».
В 1993 году перешла в частные руки и реорганизована в общество с ограниченной ответственностью. 73 % прав принадлежат сотрудникам компании, 25 % — государству Россия и 2 % — публичным холдингам. 1 января 1997 года снова сменила своё название на «Атран — грузовые линии Авиатранс». В 1998 году компания получила награду «Крылья России-97», став вторым лучшим в стране грузовым авиаперевозчиком.
29 июля 2007 года самолёт Ан-12Б (номер RA-93912), принадлежавший компании, попал в авиакатастрофу вследствие отказа двух двигателей на взлёте из-за попадания птиц. Экипаж не смог развернуть и посадить самолёт, погибли семь человек.
В 2011 году вошла в состав Группы компаний «Волга-Днепр».
По состоянию на 2020 год, флот авиакомпании составляют три среднемагистральных самолёта Boeing 737-400SF и два самолёта Вoeing 737-800BCF.
Осенью 2023 года возобновлена эксплуатация Ан-12  Рейсы выполняются на двух ВС с бортовыми номерами RA-11371 и RA-11025.

## Санкции
24 июня 2021 года Атран включён в санкционный список Украины так как компания «осуществляет деятельность в отраслях, имеющих стратегическое значение для Правительства России».
В 2022 году, на фоне западных санкций, из-за вторжения России на Украину, Атран прекратил работу
11 апреля 2023 года авиакомпания Атран включена в санкционный список Канады «организаций причастных к войне Путина».

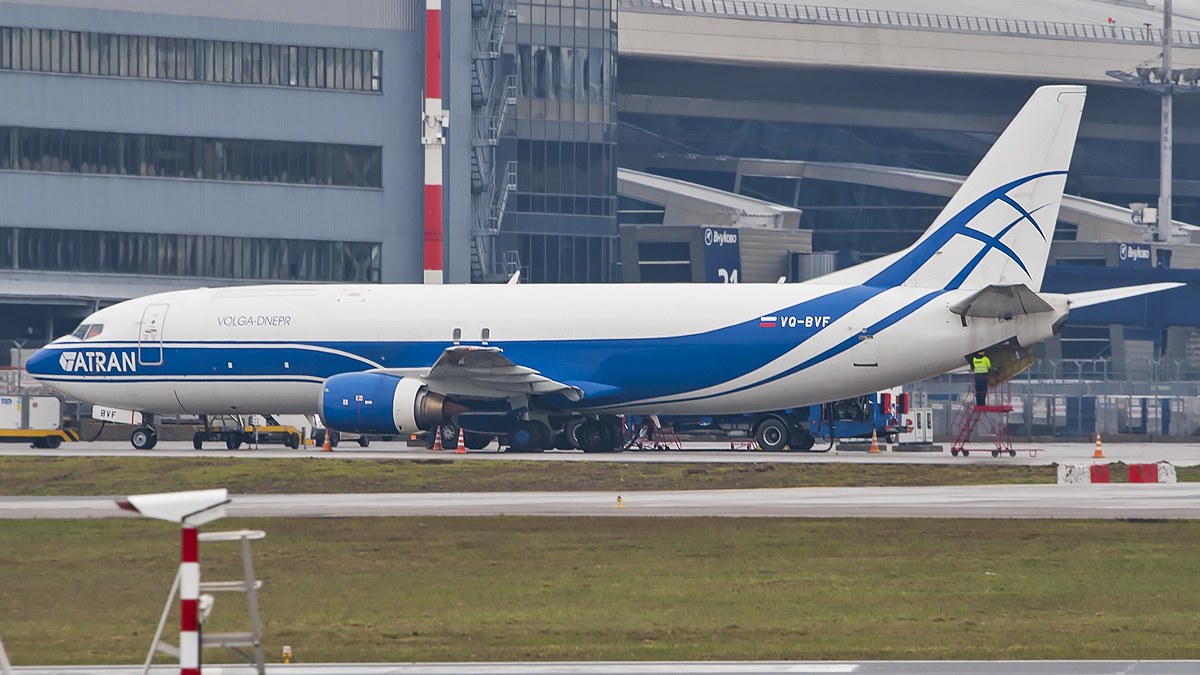
Boeing 737-400SF б/н VQ-BVF во Внуково

## Флот
По состоянию на февраль 2024 года размер флота ООО "АТРАН" составляет 2 самолёта Ан-12 и 1 самолёт Boeing 737-800BCF (находится на хранении с весны 2022 года), согласно данным из Сертификата Эксплуатанта, размещённом на официальном сайте Росавиации. При этом в аэропорту Внуково и Шереметьево находятся на хранении остальные ВС в раскраске авиакомпании, а также один Boeing 737-400SF с бортовым номером VQ-BVF находится на хранении в аэропорту Кёльн: